# Etno electrónica
Etno electrónica (también conocida como electrónica étnica o etno techno) es un género musical que combina elementos de la electrónica y de la world music , y fue desarrollado en los años 90. El término para designar el género aparece en diferentes revistas y publicaciones en línea sobre world music, y también se encuentra en el recopilatorio del estilo "Another Life: A Journey Into Ethnic Electronica".
Destacan en este género músicos como Bryn Jones con su proyecto Muslimgauze (previo a su muerte en 1999), artistas asiáticos como Asian Dub Foundation, State of Bengal, Transglobal Underground, Natacha Atlas), Shpongle, Zavoloka, Banco de Gaia, Zingaia o Afro-Celt Sound System.